# Chris Frith
Christopher Donald Frith (né le 16 mars 1942) est un psychologue britannique et professeur émérite au Wellcome Trust Centre for Neuroimaging de l'University College de Londres, professeur invité au Interacting Minds Center de l'Université d'Aarhus, chercheur à l'Institute of Philosophy et Quondam Fellow du All Souls College d'Oxford.

## Éducation
Chris Frith naît en 1942 à Cross in Hand, dans le Sussex, et fait ses études à la Leys School de Cambridge, avant d’étudier les sciences de la nature à l'Université de Cambridge au sein du Christ's College. Après avoir obtenu son diplôme, il obtient un diplôme en psychologie anormale et son doctorat à l' Institut de psychiatrie en 1969 sous la direction de Hans Eysenck.

## Recherches
Ses principaux intérêts de recherche portent sur les applications de l'imagerie cérébrale à l'étude de la cognition sociale, bien qu'il soit également bien connu pour ses travaux antérieurs sur les bases cognitives de la schizophrénie.
Il a publié plus de 500 articles dans des revues à comité de lecture et a un indice h de 225 selon GoogleScholar. Il est l'auteur de livres importants sur les neurosciences, dont le classique The Cognitive Neuropsychology of Schizophrenia (1992/2015) et le livre de vulgarisation scientifique Making up the Mind (2007).
Parmi ses anciens doctorants, on compte David A. Nathaniel-James[réf. nécessaire], Muwafak H Al-Eithan[réf. nécessaire], Geraint Rees et Sarah-Jayne Blakemore.

## Prix et distinctions
Frith est élu Fellow de la Royal Society (FRS) en 2000, Fellow of the British Academy (FBA) en 2008 et Fellow de l'American Association for the Advancement of Science en 2000.
En septembre 2008, un festschrift est publié en son honneur par le Wellcome Trust Center for Neuroimaging et l'Institute of Cognitive Neuroscience. En 2009, il reçoit le Prix international de la Fondation Fyssen pour ses travaux sur la neuropsychologie et lui et son épouse Uta Frith reçoivent le prix Latsis européen pour leur travail reliant l'esprit humain et le cerveau humain. En 2014, lui et Uta Frith reçoivent le Prix Jean-Nicod  pour leurs travaux sur la cognition sociale.

## Vie privée
Chris Frith est le frère du guitariste Fred Frith et du musicologue Simon Frith. En 1966, il épouse Uta Frith, une psychologue développementale. En 2008, ils font l'objet d'un double portrait par Emma Wesley. Ils ont deux enfants.